# Estrella BLAP
Se conoce como BLAP (siglas del inglés Blue Large-Amplitude Pulsators, pulsante azul de gran amplitud) a una clase de estrellas variables pulsantes.

## Descubrimiento
BLAP es una clase nueva de estrellas pulsantes descubierta por un equipo de astrónomos de la Universidad de Varsovia. El descubrimiento fue publicado en la revista "Nature Astronomy" en junio de 2017. Los hallazgos se hicieron a través de medidas regulares del brillo de más de un billón de estrellas de la Vía Láctea durante el "Experimento de lente óptica gravitacional" -en inglés "Optical Gravitational Lensing Experiment" - (OGLE). Apenas los resultados de la observación y reconocimiento de un nuevo tipo de estrella fueron anunciados, el equipo observó una docena de estos objetos.

## Características
Las estrellas de este tipo están caracterizadas por cambios de varias docenas de porcentaje del brillo en una media de media hora (entre 20-40 minutos). Un análisis detallado de los resultados de la observación confirma que los objetos BLAP tienen una temperatura de aproximadamente 30.000 °C, y la causa de la variabilidad es la pulsación. El modelo de construcción es similar a los modelos de estrellas gigantes - el 96% de la masa está concentrada en un núcleo de solo un 20% del radio de la estrella entera. El resto de la masa es una cobertura ligeramente arrugada que sufre las pulsaciones muy rápido - por ello la gran amplitud del brillo.
Actualmente, la teoría sólo explica la estructura de las estrellas BLAP y cómo su brillo cambia, mientras que hay sólo hipótesis sobre su formación. Una de las hipótesis es que estas estrellas deben de haber perdido una porción grande de su masa en algún momento de su evolución para estar tan calientes como lo están ahora. Los científicos suponen que tal configuración no puede ocurrir en la evolución de una estrella solitaria, y una posibilidad es, por ejemplo, el paso de una estrella en la proximidad de un agujero negro supermasivo al centro de la galaxia. Entonces el agujero negro privaría a la estrella de la capa exterior; pero como los científicos sugieren, tal escenario es muy improbable. Otra hipótesis más probable asume que estos objetos pueden formarse después de la fusión de dos estrellas de pequeña masa.

## OGLE Overview
OGLE Overview es un proyecto científico polaco que ha estado operando continuamente desde 1992. En el Observatorio Las Campanas en el Desierto de Atacama de Chile, millones de estrellas brillantes son medidas para buscar varias estrellas con cambio de brillo. Buscan exoplanetas, microlentes gravitacionales, novas y supernovas, y todo otro cambio de brillo (cíclicos o únicos). Durante el proyecto OGLE, se descubrieron y clasificaron aproximadamente un millón de variables periódicos, de los cuales casi la mitad son los diferentes tipos de estrellaspulsantes.